# Discografia di Ayumi Hamasaki
Questa è la discografia della cantante giapponese Ayumi Hamasaki.

## Album

### Album in studio
| Anno | Informazioni                                                                                             | Pos. mass. Oricon | Pos. mass. Oricon | Pos. mass. Oricon | Pos. mass. Oricon | Vendite giapponesi                 | Certificazioni |
| Anno | Informazioni                                                                                             | Giornaliere       | Settiminali       | Mensili           | Annuali           | Vendite giapponesi                 | Certificazioni |
| ---- | --- | ----------------- | ----------------- | ----------------- | ----------------- | ---------------------------------- | -------------- |
| 1999 | A Song for ×× - Data di pubblicazione: : 1º gennaio 1999 - Formati: CD, cassetta                         | 1                 | 1                 | 1                 | 16                | 1,452,000 (RIAJ)                   | - Milione      |
| 1999 | Loveppears - Data di pubblicazione: : 10 novembre 1999 - Formati: CD, cassetta                           | 1                 | 1                 | 2                 | 14                | 2,562,130 (RIAJ)                   | - 2 milioni    |
| 2000 | Duty - Data di pubblicazione: : 27 settembre 2000 - Formati: CD, cassetta                                | 1                 | 1                 | 1                 | 2                 | 3,000,000 (RIAJ)                   | - 3 milioni    |
| 2002 | I am... - Data di pubblicazione: :1º gennaio 2002 - Formati: CD, cassetta                                | 1                 | 1                 | 1                 | 2                 | 2,308,112 (Japan) 3,000,000 (RIAJ) | - 3 milioni    |
| 2002 | Rainbow - Data di pubblicazione: : 18 dicembre 2002 - Formati: CD, cassetta                              | 1                 | 1                 | 2                 | 2                 | 2,000,000 (RIAJ)                   | - 2 milioni    |
| 2004 | My Story - Data di pubblicazione: : 15 dicembre 2004 - Formati: CD, download digitale                    | 1                 | 1                 | 3                 | 7                 | 1,132,444 (Japan)                  | - Milione      |
| 2006 | (Miss)understood - Data di pubblicazione: : 1º gennaio 2006 - Formati: CD, download digitale             | 1                 | 1                 | 1                 | 8                 | 1,030,000(RIAJ)                    | - Milione      |
| 2006 | Secret - Data di pubblicazione: : 29 novembre 2006 - Formati: CD, download digitale                      | 1                 | 1                 | 1                 | 22                | 750,000 (RIAJ) 801,000 (Avex)      | - 3× platino   |
| 2008 | Guilty - Data di pubblicazione: : 1º gennaio 2008 - Formati: CD, download digitale                       | 1                 | 2                 | 2                 | 17                | 568,288 (Japan) 750,000 (Avex)     | - 2× platino   |
| 2009 | Next Level - Data di pubblicazione: : 25 marzo 2009 - Formati: CD, download digitale, USB flash drive    | 1                 | 1                 | 1                 | 16                | 380,000 (Japan) 500,000 (RIAJ)     | - 2× platino   |
| 2010 | Rock 'n' Roll Circus - Data di pubblicazione: : 14 aprile 2010 - Formati: CD, download digitale          | 1                 | 1                 | 2                 | 21                | 320,300 (Japan)                    | - Platino      |
| 2010 | Love Songs - Data di pubblicazione: : 22 dicembre 2010 - Formati: CD, download digitale, USB flash drive | 1                 | 1                 | 3                 | 23                | 272,653                            | - Platino      |
| 2012 | Party Queen - Data di pubblicazione: : 21 marzo 2012 - Formati: CD, download digitale                    | 2                 | 2                 | 4                 | 38                | 148,290                            | - Oro          |
| 2013 | LOVE again - Data di pubblicazione: : 8 febbraio 2013 - Formati: CD, download digitale, playbutton       | 1                 | 1                 | TBA               | TBA               | 88,825                             | - Oro          |
| 2014 | Colours - Data di pubblicazione: : 18 giugno 2014 - Formati: CD, download digitale                       | 5                 | TBA               | TBA               | TBA               | 52,658                             | -              |
| 2015 | A One - Data di pubblicazione: : 8 aprile 2015 - Formati: CD, download digitale                          | 4                 | TBA               | TBA               | TBA               | 52,816                             | -              |
| 2016 | M(a)de in Japan - Data di pubblicazione: : 29 giugno 2016 - Formati: CD, download digitale               | 2                 | TBA               | TBA               | TBA               | 39,327                             | -              |

### EP
| Anno | Informazioni                                                                             | Pos. mass. Oricon | Pos. mass. Oricon | Pos. mass. Oricon | Pos. mass. Oricon | Vendite giapponesi      | Certificazioni |
| Anno | Informazioni                                                                             | Giornaliere       | Settiminali       | Mensili           | Annuali           | Vendite giapponesi      | Certificazioni |
| ---- | ---------------------------------------------------------------------------------------- | ----------------- | ----------------- | ----------------- | ----------------- | ----------------------- | -------------- |
| 1995 | Nothing from Nothing - Data di pubblicazione: 1º dicembre 1995 - Format: CD              | —                 | —                 | —                 | —                 |                         |                |
| 2003 | Memorial Address - Data di pubblicazione: 17 dicembre 2003 - Formati: CD, cassetta       | 1                 | 1                 | 2                 | 5                 | 1,220,000 (Japan; RIAJ) | - Milione      |
| 2011 | Five - Data di pubblicazione: 31 agosto 2011 - Formati: CD, CD+DVD, download digitale    | 1                 | 1                 | 1                 | 29                | 214,182                 | - Oro          |
| 2012 | Love - Data di pubblicazione: 8 novembre 2011 - Formati: CD, CD+DVD, download digitale   | 3                 | 4                 | 11                | —                 | 92,000                  | - Oro          |
| 2012 | Again - Data di pubblicazione: 8 dicembre 2012 - Formati: CD, CD+DVD, download digitale  | 2                 | 7                 | —                 | —                 | 51,453                  |                |
| 2015 | Sixxxxxx - Data di pubblicazione: 5 agosto 2015 - Formati: CD, CD+DVD, download digitale | 2                 | —                 | —                 | —                 | 44,140                  |                |

### Compilation
| Anno | Informazioni | Pos. mass. Oricon | Pos. mass. Oricon | Pos. mass. Oricon | Pos. mass. Oricon | Vendite giapponesi            | Certificazioni |
| Anno | Informazioni | Giornaliere       | Settiminali       | Mensili           | Annuali           | Vendite giapponesi            | Certificazioni |
| ---- | --- | ----------------- | ----------------- | ----------------- | ----------------- | ----------------------------- | -------------- |
| 2001 | A Best - Data di pubblicazione: : 28 marzo 2001 - Format: CD, cassetta                                                 | 1                 | 1                 | 2                 | 2                 | 4,301,000 (Japan)             | - 4 milioni    |
| 2003 | A Ballads - Data di pubblicazione: : 12 marzo 2003 - Formati: CD, cassetta                                             | 1                 | 1                 | 1                 | 8                 | 1,041,000(RIAJ)               | - Milione      |
| 2007 | A Best 2: Black - Data di pubblicazione: : 28 febbraio 2007 - Formati: CD, download digitale                           | 1                 | 2                 | 3                 | 7                 | 750,000 (RIAJ) 918,000 (Avex) | - 3× platino   |
| 2007 | A Best 2: White - Data di pubblicazione: : 28 febbraio 2007 - Formati: CD, download digitale                           | 1                 | 1                 | 2                 | 5                 | 750,000 (RIAJ) 915,000 (Avex) | - 3× platino   |
| 2008 | A Complete: All Singles - Data di pubblicazione: : 10 settembre 2008 - Formati: CD, download digitale                  | 1                 | 1                 | 1                 | 8                 | 852,000 (RIAJ)                | - 3× platino   |
| 2012 | A Summer Best - Data di pubblicazione: 8 agosto 2012 - Etichetta: Avex - Formati: CD, digital download                 | 2                 | 2                 | 3                 | -                 | 140,000 (RIAJ)                | - Oro          |
| 2014 | Countdown Live 2013–2014 A Vol. 1 - Data di pubblicazione: 12 marzo 2014 - Etichetta: Avex - Formati: digital download | -                 | -                 | -                 | -                 | -                             | -              |
| 2014 | Countdown Live 2013–2014 A Vol. 2 - Data di pubblicazione: 12 marzo 2014 - Etichetta: Avex - Formati: digital download | -                 | -                 | -                 | -                 | -                             | -              |
| 2014 | Winter Ballad Selection - Data di pubblicazione: 26 novembre 2014 - Etichetta: Avex - Formati: digital download        | -                 | -                 | -                 | -                 | -                             | -              |

### Album Remix
| Anno | Informazioni | Oricon Settiminali peak position | Sales   | RIAJ certifications |
| ---- | --- | -------------------------------- | ------- | ------------------- |
| 1999 | Ayu-mi-x - Data di pubblicazione: : 17 marzo 1999 | 4                                | 397,000 | - Platino           |
| 2000 | Super Eurobeat Presents Ayu-ro Mix - Data di pubblicazione: : 16 febbraio 2000 - Genere: Eurobeat                                                        | 2                                | 650,000 | - 2× platino        |
| 2000 | Ayu-mi-x II Version Jpn - Data di pubblicazione: : 8 marzo 2000                                                                                          | 6                                | 171,000 | - Oro               |
| 2000 | Ayu-mi-x II Version US+EU - Data di pubblicazione: : 8 marzo 2000                                                                                        | 2                                | 230,000 | - Platino           |
| 2000 | Ayu-mi-x II Version Acoustic Orchestra - Data di pubblicazione: : 8 marzo 2000 - Genere: Acoustic Orchestra, classical                                   | 3                                | 201,000 | - Platino           |
| 2000 | Ayu-mi-x II Version Non-Stop Mega Mix - Data di pubblicazione: :29 marzo 2000 - Genere: Electronic Dance Music                                           | 6                                | 515,000 | - 2× platino        |
| 2001 | Ayu-mi-x III Non-Stop Mega Mix Version - Data di pubblicazione: : 28 febbraio 2001 - Genere: Electronic Dance Music                                      | 3                                | 314,000 | - Platino           |
| 2001 | Ayu-mi-x III Acoustic Orchestra Version - Data di pubblicazione: : 28 febbraio 2001 - Genere: Acoustic Orchestra/Classical                               | 4                                | 184,000 | - Oro               |
| 2001 | Super Eurobeat Presents Ayu-ro Mix 2 - Data di pubblicazione: : 27 settembre 2001 - Genere: Eurobeat                                                     | 1                                | 436,000 | - Platino           |
| 2001 | Cyber Trance Presents Ayu Trance - Data di pubblicazione: : 27 settembre 2001 - Genere: Trance                                                           | 3                                | 392,000 | - Platino           |
| 2002 | Ayu-mi-x 4 + Selection Non-Stop Mega Mix Version - Data di pubblicazione: : 20 marzo 2002 - Genere: Electronic Dance Music                               | 4                                | 152,000 | - Oro               |
| 2002 | Ayu-mi-x 4 + Selection Acoustic Orchestra Version - Data di pubblicazione: : 20 marzo 2002 - Genere: Acoustic Orchestra/Classical                        | 9                                | 96,000  |                     |
| 2002 | Cyber trance presents Ayu trance 2 - Data di pubblicazione: : 26 settembre 2002 - Genere: Trance                                                         | 3                                | 238,000 | - Platino           |
| 2003 | RMX Works from Ayu-mi-x 5 Non-Stop Mega Mix - Data di pubblicazione: : 25 settembre 2003 - Genere: Electronic Dance Music                                | 18                               | 44,000  |                     |
| 2003 | RMX Works from Cyber trance presents Ayu trance 3 - Data di pubblicazione: : 25 settembre 2003 - Genere: Trance                                          | 14                               | 56,000  |                     |
| 2003 | Rmx Works from Super Eurobeat Presents Ayu-ro Mix 3 - Data di pubblicazione: : 25 settembre 2003 - Genere: Eurobeat                                      | 13                               | 65,000  |                     |
| 2005 | My Story Classical - Data di pubblicazione: : 24 marzo 2005 - Genere: Acoustic Orchestra/Classical - Tracks performed with Lamoureux Orchestra (Francia) | 4                                | 82,000  |                     |
| 2008 | Ayu-mi-x 6: Gold - Data di pubblicazione: : 26 marzo 2008 - Genere: Electronic Dance Music                                                               | 6                                | 46,000  |                     |
| 2008 | Ayu-mi-x 6: Silver - Data di pubblicazione: : 26 marzo 2008 - Genere: Electronic Dance Music                                                             | 8                                | 43,000  |                     |
| 2011 | Ayu-mi-x 7 Version House - Data di pubblicazione: 20 aprile 2011 - Genere: House                                                                         | 7                                | 19,651  |                     |
| 2011 | Ayu-mi-x 7 Version Acoustic Orchestra - Data di pubblicazione: 20 aprile 2011 - Genere: Orchestra                                                        | 5                                | 18,687  |                     |
| 2011 | Ayu-mi-x 7 Presents Ayu Trance 4 - Data di pubblicazione: 20 aprile 2011 - Genere: Trance                                                                | 6                                | 18,672  |                     |
| 2011 | Ayu-mi-x 7 Presents Ayu-ro Mix 4 - Data di pubblicazione: 20 aprile 2011 - Genere: Eurobeat                                                              | 4                                | 20,161  |                     |
| 2013 | A Classical - Data di pubblicazione: 8 gennaio 2013 | 1                                | 33,017  |                     |
| 2015 | Love Classics - Data di pubblicazione: 25 gennaio 2015                                                                                                   | 16                               | 8,272   |                     |
| 2015 | Winter Diary: A7 Classical - Data di pubblicazione: 23 dicembre 2015                                                                                     | 11                               | 9,885   |                     |

## Singoli

### Singoli
| Anno | Titolo                       | Pos. mass. Oricon | Pos. mass. Oricon | Pos. mass. Oricon | Pos. mass. Oricon | Billboard Japan | Billboard Japan   | Billboard Japan   | Certificazioni | Certificazioni | Certificazioni | Vendite (Giappone) | Album                   |
| Anno | Titolo                       | Giornaliere       | Settimanali       | Mensili           | Annuali           | Hot 100         | Hot 100 (Airplay) | Hot 100 (Vendite) | Suonerie       | MP3            | CD             | Vendite (Giappone) | Album                   |
| ---- | ---------------------------- | ----------------- | ----------------- | ----------------- | ----------------- | --------------- | ----------------- | ----------------- | -------------- | -------------- | -------------- | ------------------ | ----------------------- |
| 1995 | Nothing From Nothing         | —                 | —                 | —                 | —                 | —               | —                 | —                 | —              | —              | —              | —                  | Nothing from Nothing    |
| 1998 | Poker Face                   | —                 | 20                | —                 | —                 | —               | —                 | —                 | —              | —              | Gold           | 43,140             | A Song for ××           |
| 1998 | You                          | —                 | 20                | —                 | 249               | —               | —                 | —                 | —              | —              | Gold           | 78,260             | A Song for ××           |
| 1998 | Trust                        | —                 | 9                 | 20                | 121               | —               | —                 | —                 | —              | —              | Gold           | 181,820            | A Song for ××           |
| 1998 | For My Dear...               | —                 | 9                 | —                 | 262               | —               | —                 | —                 | —              | —              | Gold           | 74,440             | A Song for ××           |
| 1998 | Depend on You                | —                 | 6                 | —                 | 162               | —               | —                 | —                 | —              | —              | Gold           | 131,460            | A Song for ××           |
| 1999 | Whatever                     | —                 | 5                 | —                 | 114               | —               | —                 | —                 | —              | —              | Gold           | 189,610            | Loveppears              |
| 1999 | Love ~Destiny~               | 1                 | 1                 | 7                 | 30                | —               | —                 | —                 | —              | —              | 2× platino     | 650,800            | Loveppears              |
| 1999 | To Be                        | 2                 | 4                 | 18                | 67                | —               | —                 | —                 | —              | —              | platino        | 324,500            | Loveppears              |
| 1999 | Boys & Girls                 | 1                 | 1                 | 2                 | 11                | —               | —                 | —                 | —              | —              | Million        | 1,038,000          | Loveppears              |
| 1999 | A                            | 1                 | 1                 | 1                 | 3                 | —               | —                 | —                 | —              | —              | Million        | 1,670,000          | Loveppears              |
| 1999 | Appears                      | 1                 | 2                 | 8                 | 81                | —               | —                 | —                 | —              | —              | platino        | 290,550            | Loveppears              |
| 1999 | Kanariya                     | 1                 | 1                 | 6                 | 92                | —               | —                 | —                 | —              | —              | platino        | 289,200            | Loveppears              |
| 2000 | Fly High                     | 1                 | 3                 | 12                | 89                | —               | —                 | —                 | —              | —              | platino        | 299,540            | Loveppears              |
| 2000 | Vogue                        | 1                 | 3                 | 4                 | 23                | —               | —                 | —                 | —              | —              | 3× platino     | 767,660            | Duty                    |
| 2000 | Far Away                     | 1                 | 2                 | 7                 | 43                | —               | —                 | —                 | —              | —              | 2× platino     | 510,460            | Duty                    |
| 2000 | Seasons                      | 1                 | 1                 | 1                 | 5                 | —               | —                 | —                 | —              | —              | Million        | 1,367,400          | Duty                    |
| 2000 | Surreal                      | 1                 | 1                 | 3                 | 60                | —               | —                 | —                 | —              | —              | 2× platino     | 417,210            | Duty                    |
| 2000 | Audience                     | 1                 | 2                 | 7                 | 93                | —               | —                 | —                 | —              | —              | platino        | 293,000            | Duty                    |
| 2000 | M                            | 1                 | 1                 | 1                 | 2                 | —               | —                 | —                 | —              | —              | Million        | 1,279,830          | I Am...                 |
| 2001 | Evolution                    | 1                 | 1                 | 1                 | 7                 | —               | —                 | —                 | —              | —              | Million        | 955,250            | I Am...                 |
| 2001 | Never Ever                   | 1                 | 1                 | 2                 | 16                | —               | —                 | —                 | —              | —              | 3× platino     | 757,000            | I Am...                 |
| 2001 | Endless Sorrow               | 1                 | 1                 | 2                 | 14                | —               | —                 | —                 | —              | —              | 3× platino     | 768,510            | I Am...                 |
| 2001 | Unite!                       | 1                 | 1                 | 4                 | 25                | —               | —                 | —                 | —              | —              | 2× platino     | 571,110            | I Am...                 |
| 2001 | Dearest                      | 1                 | 1                 | 1                 | 17                | —               | —                 | —                 | —              | —              | 3× platino     | 750,420            | I Am...                 |
| 2001 | A Song Is Born               | 1                 | 1                 | 3                 | 18                | —               | —                 | —                 | —              | —              | platino        | 441,410            | I Am...                 |
| 2002 | Daybreak                     | 2                 | 2                 | 9                 | 57                | —               | —                 | —                 | —              | —              | Gold           | 200,000            | I Am...                 |
| 2002 | Free & Easy                  | 1                 | 1                 | 2                 | 15                | —               | —                 | —                 | —              | —              | 2× platino     | 486,520            | Rainbow                 |
| 2002 | H                            | 1                 | 1                 | 1                 | 1                 | —               | —                 | —                 | —              | —              | Million        | 1,016,000          | Rainbow                 |
| 2002 | Voyage                       | 1                 | 1                 | 1                 | 9                 | —               | —                 | —                 | —              | —              | 3× platino     | 679,500            | Rainbow                 |
| 2003 | &                            | 1                 | 1                 | 1                 | 6                 | —               | —                 | —                 | —              | —              | 2× platino     | 690,000            | Memorial Address        |
| 2003 | Forgiveness                  | 1                 | 1                 | 2                 | 36                | —               | —                 | —                 | —              | —              | platino        | 222,000            | Memorial Address        |
| 2003 | No Way to Say                | 1                 | 1                 | 1                 | 29                | —               | —                 | —                 | —              | —              | platino        | 460,000            | Memorial Address        |
| 2004 | Moments                      | 1                 | 1                 | 1                 | 19                | —               | —                 | —                 | 2× platino     | —              | platino        | 303,000            | My Story                |
| 2004 | Inspire                      | 1                 | 1                 | 2                 | 16                | —               | —                 | —                 | 3× platino     | —              | platino        | 329,145            | My Story                |
| 2004 | Carols                       | 1                 | 1                 | 1                 | 20                | —               | —                 | —                 | Million        | —              | platino        | 309,128            | My Story                |
| 2005 | Step You/Is This Love?       | 1                 | 1                 | 1                 | 19                | —               | —                 | —                 | 3× platino     | Gold           | platino        | 403,000            | (Miss)understood        |
| 2005 | Fairyland                    | 1                 | 1                 | 4                 | 25                | —               | —                 | —                 | 3× platino     | Gold           | platino        | 316,663            | (Miss)understood        |
| 2005 | Heaven                       | 1                 | 1                 | 3                 | 23                | —               | —                 | —                 | Million        | Gold           | platino        | 327,111            | (Miss)understood        |
| 2005 | Bold & Delicious/Pride       | 1                 | 1                 | 7                 | 73                | —               | —                 | —                 | —              | —              | Gold           | 133,000            | (Miss)understood        |
| 2006 | Startin'/Born to Be...       | 1                 | 1                 | 2                 | 51                | —               | —                 | —                 | —              | Gold           | Gold           | 188,551            | Secret                  |
| 2006 | Blue Bird                    | 1                 | 1                 | 3                 | 32                | —               | —                 | —                 | 3× platino     | Gold           | platino        | 322,000            | Secret                  |
| 2007 | Glitter/Fated                | 1                 | 1                 | 3                 | 39                | —               | —                 | —                 | 2× platino     | Gold           | Gold           | 166,203            | Guilty                  |
| 2007 | Talkin' 2 Myself             | 1                 | 1                 | 6                 | 78                | —               | —                 | —                 | —              | —              | Gold           | 108,347            | Guilty                  |
| 2007 | Together When...             | —                 | —                 | —                 | —                 | —               | —                 | —                 | 3× platino     | platino        | —              | —                  | Guilty                  |
| 2008 | Mirrorcle World              | 1                 | 1                 | 2                 | 33                | 2               | —                 | 2                 | —              | Gold           | platino        | 193,016            | A Complete: All Singles |
| 2008 | Days/Green                   | 1                 | 1                 | 4                 | 26                | 1               | —                 | 1                 | —              | platino / Gold | Gold           | 190,891            | Next Level              |
| 2009 | Rule/Sparkle                 | 1                 | 1                 | 4                 | 43                | 1               | —                 | 1                 | —              | Gold           | Gold           | 130,816            | Next Level              |
| 2009 | Sunrise/Sunset (Love Is All) | 1                 | 1                 | 4                 | 50                | 2               | 15                | 2                 | 2× platino     | platino        | Gold           | 110,169            | Rock 'n' Roll Circus    |
| 2009 | You Were.../Ballad           | 1                 | 1                 | 2                 | 56                | 14              | 43                | 4                 | —              | Gold           | Gold           | 118,249            | Rock 'n' Roll Circus    |
| 2010 | Moon/Blossom                 | 1                 | 1                 | 6                 | 70                | 4               | 56                | 2                 | —              | Gold           | Gold           | 96,490             | Love Songs              |
| 2010 | Crossroad                    | 1                 | 1                 | 5                 | 66                | 3               | 53                | 1                 | —              | —              | Gold           | 99,021             | Love Songs              |
| 2010 | L                            | 1                 | 1                 | 6                 | 71                | 2               | 46                | 1                 | —              | Gold           | Gold           | 94,573             | Love Songs              |
| 2012 | How Beautiful You Are        | —                 | —                 | —                 | —                 | 63              | 86                | —                 | —              | —              | —              | —                  | Party Queen             |
| 2013 | Feel the Love/Merry-Go-Round | 3                 | 5                 | —                 | —                 | —               | —                 | —                 | —              | —              | —              | 37,004             | Colours                 |
| 2014 | Terminal                     | 24                | —                 | —                 | —                 | —               | —                 | —                 | —              | —              | —              | 4,018              | Colours                 |
| 2014 | Zutto.../Last Minute/Walk    | 5                 | —                 | —                 | —                 | —               | —                 | —                 | —              | —              | —              | —                  | A One                   |

Footnotes
- — = N/A

### Come featuring
| Anno | Titolo                     | Pos. mass. Oricon | Pos. mass. Oricon | Pos. mass. Oricon | Pos. mass. Oricon | Billboard Japan | Billboard Japan   | Billboard Japan | Certificazioni | Certificazioni | Certificazioni | Album |
| Anno | Titolo                     | Giornaliere       | Settimanali       | Mensili           | Annuali           | Hot 100         | Hot 100 (Airplay) | Hot 100 (Sales) | Suonerie       | MP3            | CD             | Album |
| ---- | -------------------------- | ----------------- | ----------------- | ----------------- | ----------------- | --------------- | ----------------- | --------------- | -------------- | -------------- | -------------- | ----- |
| 2010 | Dream On (con Naoya Urata) | 1                 | 1                 | 12                | —                 | 12              | 31                | 3               | —              | —              | —              | —     |

### Altri brani in classifica
| Anno | Titolo                          | Posizione in classifica | Posizione in classifica | Posizione in classifica | Certificazioni | Certificazioni | Album                |
| Anno | Titolo                          | Hot 100                 | Airplay                 | Digital chart           | Suonerie       | MP3            | Album                |
| ---- | ------------------------------- | ----------------------- | ----------------------- | ----------------------- | -------------- | -------------- | -------------------- |
| 2006 | Jewel                           | —                       | —                       | 4                       | 3x platino     | platino        | Secret               |
| 2009 | Next Level                      | 89                      | —                       | 23                      | —              | —              | Next Level           |
| 2009 | Curtain Call                    | —                       | —                       | 88                      | —              | —              | Next Level           |
| 2010 | Microphone                      | 33                      | 31                      | 10                      | —              | —              | Rock 'n' Roll Circus |
| 2010 | Don't Look Back                 | —                       | —                       | 20                      | —              | —              | Rock 'n' Roll Circus |
| 2010 | Meaning of Love                 | —                       | —                       | 49                      | —              | —              | Rock 'n' Roll Circus |
| 2010 | Last Links                      | —                       | —                       | 50                      | —              | —              | Rock 'n' Roll Circus |
| 2010 | Sexy Little Things              | —                       | —                       | 52                      | —              | —              | Rock 'n' Roll Circus |
| 2010 | Lady Dynamite                   | —                       | —                       | 66                      | —              | —              | Rock 'n' Roll Circus |
| 2010 | Count Down                      | —                       | —                       | 67                      | —              | —              | Rock 'n' Roll Circus |
| 2011 | Love Song                       | 39                      | 45                      | 4                       | —              | Gold           | Love Songs           |
| 2011 | Why... feat. Juno               | 95                      | —                       | 6                       | —              | —              | Five                 |
| 2011 | Progress                        | 41                      | —                       | 2                       | —              | Gold           | Five                 |
| 2011 | Beloved                         | —                       | —                       | 4                       | —              | —              | Five                 |
| 2011 | Another Song feat. Urata Naoya  | —                       | —                       | 8                       | —              | —              | Five                 |
| 2011 | Happening Here (iTunes release) | —                       | —                       | —                       | —              | —              | non-album song       |
| 2012 | How Beautiful You Are           | —                       | —                       | 3                       | —              | —              | Party Queen          |

### Singoli sul mercato tedesco
| Anno | Titolo        | Data di pubblicazione |
| ---- | ------------- | --------------------- |
| 2003 | Connected     | 7 aprile              |
| 2003 | M             | 27 ottobre            |
| 2004 | Depend on You | 8 marzo               |
| 2004 | "Naturally"   | 18 ottobre            |
| 2005 | Appears       | 18 aprile             |
| 2005 | Unite!        | 17 novembre           |

### Singoli non regolari
| Anno | Titolo                                           | Classifica Oricon posizione massima | Copie vendute | Notes                                                                   |
| ---- | ------------------------------------------------ | ----------------------------------- | ------------- | ----------------------------------------------------------------------- |
| 2000 | The Other Side One: Hex Hector                   | 33                                  | 10,000        | Fuori catalogo, edizione limitata                                       |
| 2001 | The Other Side Two: Junior Vasquez               | 10                                  | 54,000        | Fuori catalogo, edizione limitata                                       |
| 2001 | The Other Side Three: Thunderpuss, Soul Solution | 12                                  | 50,000        | Fuori catalogo, edizione limitata                                       |
| 2001 | The Other Side Four: System F, Vincent De Moor   | 11                                  | 54,000        | Fuori catalogo, edizione limitata                                       |
| 2001 | Poker Face                                       | 31                                  | 24,000        | Re-release                                                              |
| 2001 | You                                              | 25                                  | 36,000        | Re-release                                                              |
| 2001 | Trust                                            | 29                                  | 24,000        | Re-release                                                              |
| 2001 | For My Dear...                                   | 33                                  | 23,000        | Re-release                                                              |
| 2001 | Depend on You                                    | 27                                  | 28,000        | Re-release                                                              |
| 2001 | Whatever                                         | 28                                  | 28,000        | Re-release                                                              |
| 2001 | To Be                                            | 26                                  | 29,000        | Re-release                                                              |
| 2001 | Excerpts from Ayu-mi-x III: 001                  | 44                                  | 21,000        | Edizione limitata                                                       |
| 2001 | Excerpts from Ayu-mi-x III: 002                  | 34                                  | 18,000        | Edizione limitata                                                       |
| 2001 | Excerpts from Ayu-mi-x III: 003                  | 36                                  | 17,000        | Edizione limitata                                                       |
| 2001 | Excerpts from Ayu-mi-x III: 004                  | 35                                  | 17,000        | Edizione limitata                                                       |
| 2001 | Excerpts from Ayu-mi-x III: 005                  | 32                                  | 16,000        | Edizione limitata                                                       |
| 2001 | Excerpts from Ayu-mi-x III: 006                  | 30                                  | 16,000        | Edizione limitata                                                       |
| 2002 | H                                                | —                                   | —             | Edizione limitata                                                       |
| 2002 | Someday My Prince Will Come                      | —                                   | —             | Tema musicale della riedizione giapponese di Biancaneve e i sette nani. |

### Altre apparizioni
| Anno | Informazioni                                                                                           | Canzone                     |
| ---- | --- | --------------------------- |
| 1998 | Avex the Album - Album per il decimo anniversario della Avex - Data di pubblicazione: 26 novembre 1998 | A (con m.c.A.T)             |
| 2002 | Song+Nation - Charity album - Released: January 23 2002                                                | A Song Is Born (with Keiko) |

## Theme Songs
Le canzoni di Ayumi Hamasaki vengono usate per promuovere prodotti, film ed eventi. Sembra che Ayumi sia apparsa in circa 650 spot televisivi.
- + - ayuready? Sigla di chiusura (Tv-show)
- About You - Morinaga Bake
- alterna - Panasonic Lumix
- And Then - Aube Crush Pearl
- And Then - JT Peach Water
- ANGEL'S SONG - Panasonic D-Snap
- appears - Aube Crush Pearl
- appears - Lawson Ticket Service
- Because of You - Panasonic Lumix
- BLUE BIRD - Dwango
- BLUE BIRD - Mu-mo.net
- BLUE BIRD - Zespri gold
- Bold & Delicious - Panasonic D-Dock
- Bold & Delicious - Panasonic D-Snap
- Bold & Delicious - Panasonic D-Snap Audio
- Born to Be... - Mu-mo.net
- Born to Be... - Nittele: 2006 Winter Olympics
- Boys & Girls - AUBE'99
- CAROLS - Panasonic Lumix
- CAROLS "Classical Version" - Panasonic Lumix
- Daybreak - Panasonic
- Daybreak - Panasonic D-Dock
- Daybreak "H/\L's Mix 2002" - Panasonic Lumix
- Dearest - Sunrise (company) Inuyasha Sigla di chiusura (anime)
- Dearest - Tu-Ka mobile phones
- decision - music.jp
- Depend on you - CDTV Sigla di chiusura (Tv-show)
- Depend on you - Sony Playstation software サウザンドアームズ
- Duty - Takano Yuri Beauty Clinic
- End of the World - Tu-Ka mobile phones
- End roll "HAL's mix"- Morinaga
- Endless sorrow - ドラマ"昔の男"主題歌 (Drama)
- ever free "Acoustic Orchestra" - ドラマ"天気予報の恋人"挿入歌 (Drama)
- everlasting dream "Rainbow Drew Drop Remix" - Panasonic 77MD
- everywhere nowhere - Panasonic MJ55
- evolution - Kose Visee
- fairyland - Camellia Diamonds
- fairyland - Mu-mo.net
- fairyland - Music Fighter Sigla di apertura (Tv-show)
- fairyland - Nissan X-TRAIL CUP
- fairyland - SPORTS Urugusu (Tv-show)
- Far away - Tu-Ka mobile phones
- fated - Distance love (film)
- fated - Kaidan (film)
- Fly high - Fifth Seasons
- Fly high - Lawson Ticket Service
- Fly high - Lycos
- For My Dear - Morinaga Monburan
- forgiveness - ドラマ"高原へいらっしゃい"主題歌 (Drama)
- Free & Easy - Panasonic 57MD
- GAME - Panasonic PM700MD
- glitter - Distance love (film)
- glitter - Music.jp
- glitter - Zespri gold
- glitter "soul central mix" - Mu-mo.net
- Greatful days - ayuready Sigla di chiusura
- GREEN - Panasonic Lumix
- HANABI - Tu-Ka mobile phones
- Heartplace - Panasonic Lumix
- HEAVEN - SHINOBI Heart Under Blade (film)
- I am... - Kose Visee
- Immature - JT Peach Water
- Independent - THE BASEBALL 2002 (Tv-show)
- INSPIRE - Avex Audition 2004
- INSPIRE - New York Guggenheim Museum Exhibition
- is this LOVE? - Morinaga Bake
- it was "island mix" - Mu-mo.net
- July 1st - Kose Visee
- kanariya "radio edit" - CDTV Sigla di apertura (Tv-show)
- Ladies Night~another night - Panasonic Lumix
- Love~destiny~ - Semi-Double (Drama)
- Love~since 1999~ - Semi-Double (Drama)
- M - Tu-Ka mobile phones
- Mirrocle World - Panasonic Lumix
- Moments - Ayuready? Sigla di chiusura (Tv-show)
- Moments - Kose Visee
- monochrome - JT Peach Water
- my name's WOMEN - Panasonic D-snap
- Naturally - Kose Visee
- Naturally "Dolly remix" - Kose Visee
- NEVER EVER - Kirin Supli
- NEVER EVER - Lawson Ticket Service
- no more words - Sunrise (company) Inuyasha Sigla di chiusura (anime)
- No way to say - Panasonic MJ57
- No way to say - テレビ"恋するハニカミ (Tv-show)
- ourselves - Kose Visee
- part of Me - Panasonic Lumix
- poker face - CDTV Sigla di apertura (Tv-show)
- RAINBOW - ayu ready? Sigla di chiusura (Tv-show)
- RAINBOW - Panasonic Lumix
- rainy day - Capcom Onimusha: Dawn of Dreams Sigla di chiusura (video game)
- Real me - Fifth Seasons
- Real me - Panasonic D-snap
- Rule - Dragonball Evolution (film)
- SEASONS - ドラマ"天気予報の恋人"主題歌 (Drama)
- SEASONS "Acoustic Orchestra" - ドラマ"天気予報の恋人"挿入歌 (Drama)
- SEASONS "D-Z BLUE SUNBEAM MIX" - Kose Visee
- Secret - Confessions of Pain (film)
- Someday my prince will come – Biancaneve di Walt Disney
- Sparkle - Honda Zest Spark
- Startin' - Capcom Onimusha: Dawn of Dreams Sigla di apertura (video game)
- Startin' - Mu-mo.net
- STEP you - Panasonic D-Snap Audio
- STEP you - Panasonic SD mini-compo
- still alone - Takano Yuri Beauty Clinic
- talkin' 2 myself - Panasonic Lumix
- TO BE - JT Peach Water
- TO BE "Acoustic Orchestra" - ドラマ"天気予報の恋人"挿入歌 (Drama)
- too late - Honda Giorno Crea
- too late "Soul Solution Remix" - Honda Giorno Crea
- Trauma - JT Peach Water
- Trust - 花王"ソフィーナ オーブ ルージュフィーリア (film)
- Two of Us - Sony Playstation software サウザンドアームズ Sigla di chiusura
- UNITE! - Kirin Supli
- vogue - Kose Visee
- vogue "Kirari Natsu Ayu Mix" - Kose Visee
- Voyage - “ayu ready?” Sigla di chiusura (Tv-show)
- Voyage - Tsuki ni shizumu Theme (film)
- Voyage - ドラマ"マイリトルシェフ"主題歌 (Drama)
- walking proud - Panasonic MJ59
- WE WISH - Kose Visee
- WHATEVER - [7-Eleven] Valentine
- WHATEVER - ASAYAN Sigla di chiusura (Tv-show)
- Who... - Tsuki (movie)
- Will - NRK Norwegian - World Championships Athletics 2007
- Will - Panasonic Lumix
- YOU - ASAYAN Sigla di chiusura (Tv-show)
- YOU - Forecast 2-settimanale Lens

## Vinili

### Vinili Giappone
- 5 giugno 1999 – Depend on You
- 19 giugno 1999 – A Song for ××
- 19 giugno 1999 – From Your Letter
- 19 giugno 1999 – Poker Face
- 19 giugno 1999 – Signal
- 3 luglio 1999 – Hana
- 3 luglio 1999 – Powder Snow
- 3 luglio 1999 – Trust
- 3 luglio 1999 – Wishing
- 3 luglio 1999 – As if...
- 17 giugno 1999 – Friend II
- 17 giugno 1999 – Two of Us
- 17 giugno 1999 – You
- 11 agosto 1999 – Ayu-mi-x Box Set
- 1999 – Boys & Girls
- 6 ottobre 1999 – A - Side NYC
- 6 ottobre 1999 – A - Side TYO
- 18 ottobre 1999 – Super Eurobeat J-EURO 1
- 28 gennaio 2000 – Appears/Whatever
- 22 marzo 2000 – Appears
- 31 maggio 2000 – Ayu-mi-x II version JPN
- 10 ottobre 2000 – Far Away
- 10 ottobre 2000 – Vogue
- 10 ottobre 2000 – Seasons
- 27 dicembre 2000 – Audience
- 27 dicembre 2000 – Surreal
- 1º febbraio 2001 – Ayu-mi-x III Promo
- 14 luglio 2001 – Evolution
- 14 giugno 2001 – M
- 11 agosto 2001 – Endless Sorrow
- 11 agosto 2001 – Never Ever
- 11 agosto 2001 – Unite!
- 16 settembre 2001 – M
- 26 settembre 2001 – Excerpts from Ayu-mi-x-III-1
- 26 settembre 2001 – Excerpts from Ayu-mi-x-III-2
- 26 settembre 2001 – Excerpts from Ayu-mi-x-III-3
- ottobre 2001 – Super Eurobeat Promo 1
- ottobre 2001 – Super Eurobeat Promo 2
- 11 novembre 2001 – M
- 13 luglio 2002 – Daybreak
- 13 luglio 2002 – Dearest - il brano fu usato come sigla di chiusura di Inuyasha
- novembre 2005 – Super J-Trance Promo

### Vinili USA
- 1999 — Boys & Girls
- 27 maggio 2001 — Appears
- 12 giugno 2001 — Kanariya
- 12 agosto 2001 — Duty
- 12 agosto 2001 — Evolution
- settembre 2001 – Trauma
- 2001 — M
- 2001 — Too Late

### Vinili UK
- 21 luglio 2001 — monochrome
- 2001 — M

### Vinili Germania
- 15 novembre 2002 – Connected - Part 1
- 29 febbraio 2002 – Connected - Remixes
- 6 settembre 2003 – M - Part 1
- 26 settembre 2003 – M - Part 2
- 2 novembre 2003 – M - Part 3
- 16 gennaio 2004 – Depend on You - Part 1
- 26 febbraio 2004 – Depend on You - Part 2
- 2 settembre 2004 – Naturally - Part 1
- 16 settembre 2004 – Naturally - Part 2
- 17 febbraio 2005 – Appears
- 10 marzo 2005 – Appears - Remixes
- 21 ottobre 2005 – Unite! 1
- 24 ottobre 2005 – Unite! 2

### Vinili Belgio
- 11 dicembre 2002 — Connected

### Vinili Spagna
- 5 maggio 2004 — M

## Album video

### Video album
- A Film for ×× (1999-09-15)
- A Clips (2000-02-23)
- Hamasaki Ayumi (2000-03-29)
- Vogue Far Away Seasons (2000-09-20)
- Surreal (2000-12-13)
- M (2001-02-07)
- Evolution (2001-06-13)
- A Clips Vol.2 (2002-03-13) #89,531 copies sold
- Someday My Prince Will Come (2002)
- Complete Clip Box (2004-02-25)
- A Clip Box 1998-2011 (2012-01-01) 16,000

### DVD dei concerti
- Ayumi Hamasaki Concert Tour 2000 Vol.1 (2000-09-27) #2 140,000
- Ayumi Hamasaki Concert Tour 2000 Vol.2 (2000-09-27) #1 100,000
- Ayumi Hamasaki Countdown Live 2000-2001 A (2001-06-20) 138,000
- Ayumi Hamasaki Dome Tour 2001 A (2001-12-12) #1 132,554
- Ayumi Hamasaki Countdown Live 2001-2002 A (2003-01-29) 1
- Ayumi Hamasaki Arena Tour 2002 A (2003-01-29)
- Ayumi Hamasaki Stadium Tour 2002 A (2003-01-29)
- Ayumi Hamasaki Countdown Live 2002-2003 A (2003-01-29) 1
- Ayumi Hamasaki Complete Live Box A (2003-01-29) 72,826
- Ayumi Hamasaki A Museum: 30th Single Collection Live (2004-02-25) #1 102,000 copies sold
- Ayumi Hamasaki Arena Tour 2003-2004 A (2004-09-29) #2 70,000
- Ayumi Hamasaki Countdown Live 2004-2005 A (2005-03-02)  66,674
- Ayumi Hamasaki Arena Tour 2005 A: My Story (2005-08-24) 100,000
- Ayumi Hamasaki Countdown Live 2005-2006 A (2006-03-23) #2 68,741
- Ayumi Hamasaki Arena Tour 2006 A: (Miss)understood (2006-11-01) #1 103,000
- Ayumi Hamasaki Best of Countdown Live 2006-2007 A2
- Ayumi Hamasaki Asia Tour 2007 A: Tour of Secret Live + Documentary #2 76,225
- Ayumi Hamasaki Countdown Live 2007-2008 Anniversary #2 100,000
- Ayumi Hamasaki Asia Tour 2008: 10th Anniversary #2 76,032
- Ayumi Hamasaki Premium Countdown Live 2008–2009 A #1 69,120
- Ayumi Hamasaki Arena Tour 2009 A: Next Level #2 86,000
- Ayumi Hamasaki Rock 'n' Roll Circus Tour Final: 7 Days Special (2011-04-20) 55,000
- Ayumi Hamasaki A 50 Singles: Live Selection (2011-04-20) 70,000
- Ayumi Hamasaki Countdown Live 2010-2011 A: Do It Again (2011-08-24) 40,000

1 Solo nel complete live box. Totale 72,826 copie vendute
2 Solo nel A Best 2: White CD+2DVD combo.

### DVD audio
- Rainbow (2003-07-09)
- Carols (2004-09-29)
- My Story (2005-03-24)